# Антонов, Евгений Андреевич
Евге́ний Андре́евич Анто́нов (род. 23 декабря 1946, Калинин, РСФСР, СССР) — советский и российский скульптор-монументалист, член Союза художников России (1981), народный художник Российской Федерации (2010).

## Биография
Родился 23 декабря 1946 года в городе Калинине.
В 1970 году окончил Смоленский государственный педагогический институт, в 1975 году — художественно-графический факультет Московского художественного института имени В. И. Сурикова.
С 1968 года – постоянный участник международных, всесоюзных, республиканских, региональных и городских художественных выставок.
Практически вся творческая деятельность Е. А. Антонова связана с родной Тверью и Тверской областью. Также его работы можно встретить и в других городах России.
За период творческой деятельности (с 1979 года) – художник создал как монументальные, так и станковые работы, оставившие значительный след в культуре Верхневолжья.
Среди них установленные в Твери «Договор Тысяч» (бронза, 1980); «Нил Преподобный» (гранит, 1991); памятный крест Святому Благоверному князю Михаилу Тверскому (бронза, гранит, 2003); памятник, посвящённый героям-чернобыльцам (2006); памятник «Морякам-подводникам» (2010, к 65-летию Победы над фашизмом); монумент легендарному экипажу танка Степана Горобца (2011, к 70-летию освобождения Калинина от фашистов); бронзовые рельефы к мемориалу «Тверь – город Воинской Славы» (2011).
Е. А. Антонов следует лучшим традициям русской реалистической школы. Работая в разных жанрах и материалах, он ставит сложные пластические задачи и ищет ёмких образных решений. Скульптор отмечает, что любит «прикасаться к истории жизни великих людей, неординарным личностям, ярким подвигам служения». 
С 2004 года по 19 февраля 2020 года занимал должность председателя Тверского областного отделения ВТОО «Союз художников России».
Исповедует православие, является иереем церкви в честь Казанской иконы Божьей Матери в поселке Власьево.
22 января 2010 года, Указом Президента Российской Федерации № 92, за заслуги в развитии отечественной культуры и искусства, многолетнюю плодотворную деятельность, Евгению Антонову было присвоено почётное звание «Народный художник Российской Федерации».

## Награды
- Почётное звание «Народный художник Российской Федерации» (22 января 2010 года)[4];
- Почётное звание «Заслуженный художник Российской Федерации» (4 июля 2000 года)[5][6];
- Почётная грамота Министерства культуры Российской Федерации (2009 год);
- Благодарность Министерства культуры Российской Федерации (2001 год);
- Благодарственное письмо Управляющего делами Президента Российской Федерации (2007 год);
- Благодарность Губернатора Тверской области (2002 год);
- Благодарность и Почётная грамота комитета по делам культуры Администрации Тверской области (2001 год);
- Нагрудный знак Губернатора Тверской области «За заслуги в развитии Тверской области» (2009 год);
- Дипломы ВТОО «Союз художников России» (1997, 2009 гг.);
- Почётная грамота комитета по делам культуры Тверской области (2006 год);
- Золотая медаль Российской Академии Художеств (2009 год);
- Золотой нагрудный знак ВТОО «Союз художников России» (2009 год);
- Золотая медаль ВТОО «Союз художников России» имени В. И. Сурикова (2011 год);
- Почётный знак Главы города Твери (2011 год);
- Благодарности ВТОО «Союз художников России» (2012, 2014, 2016 гг.);
- Почётный знак Губернатора Тверской области «Крест святого Михаила Тверского» (2014 год);
- Почётный знак Главы города Твери «За заслуги перед городом» (2016 год).

## Галерея

Памятник революционерам во Ржеве (1987 год)
Памятник в честь «Договора тысяч» в Твери (1980 год)
Памятник ликвидаторам Чернобыльской катастрофы в Твери (2006 год)
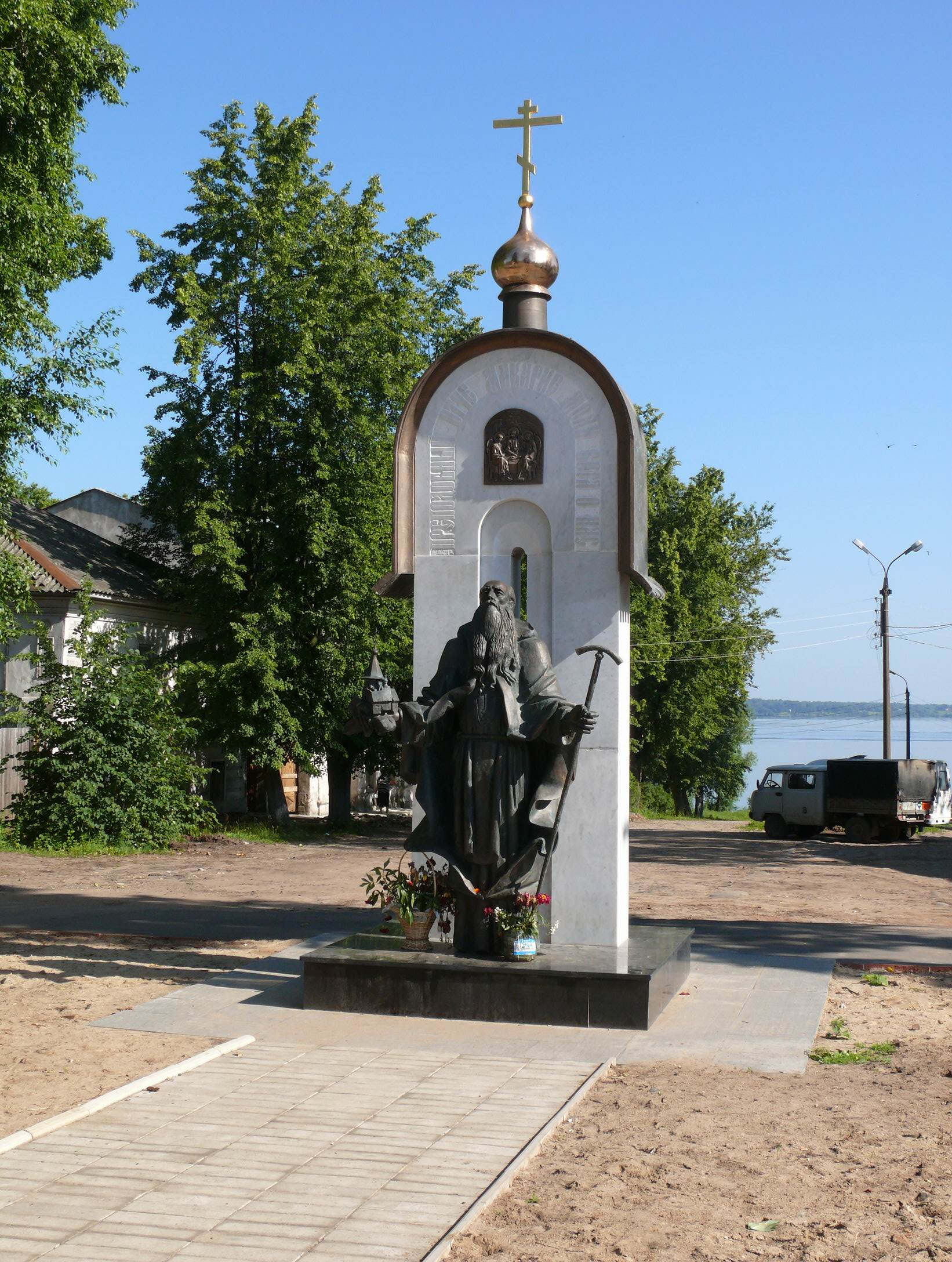
Памятник Макарию Калязинскому в Калязине (2008 год)
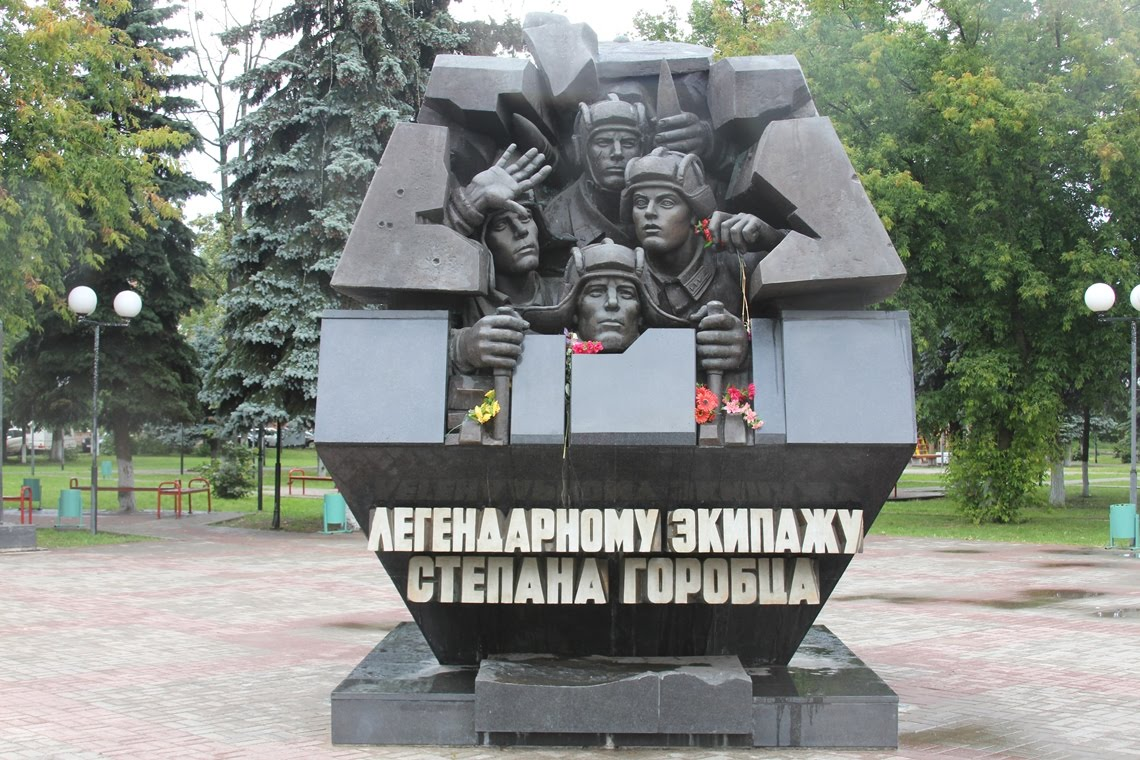
Монумент легендарному экипажу Степана Горобца в Твери (2011 год)